# 奥利弗·波斯比谢尔
奥利弗·克里斯蒂安·波斯比谢尔（英語：Oliver Christian Bosbyshell，1839年1月3日—1921年8月1日）曾于1889至1894年担任美国铸币局费城总局局长。根据记载，他还有可能是南北战争期间首位遭敌对势力所伤的联邦军人，与部队于1861年4月行经巴尔的摩时，波斯比谢尔被一名邦联支持者扔出的硬物打中前额而受伤。
波斯比谢尔生于密西西比州，在宾夕法尼亚州斯古吉爾縣长大，父母都来自费城。长大后，他做过各种工作，然后再攻读法律，并于内战爆发后加入北军，在宾夕法尼亚第25志愿兵团服役了一段时间后，他又加入第48志愿兵团并服役3年，先后参与过第二次馬納沙斯之役、南山之役、安蒂特姆战役、坎贝尔站之役和弹坑战役。之后他晋升少校并带领第48团，于1864年10月服役期满后退伍。
波斯比谢尔返回宾夕法尼亚州后试图经商，但以失败告终，他还试图以共和党人身份从政，并加入退伍军人组织共和国大军。1869年，波斯比谢尔进入费城铸币局工作，于1876年成为首席铸币员，1889年又成为局长，任期4年。一名下属在此期间偷窃了局内的金条，这些金条在他最终落网后仍有部分未能寻获，法庭判决波斯比谢尔赔偿损失。1899年，国会通过法案免除他的赔偿责任。步入晚年的波斯比谢尔进入保险公司工作，于1921年谢世，享年82岁。

## 早年生活和南北战争
奥利弗·克里斯蒂安·波斯比谢尔于1839年1月3日生于密西西比州维克斯堡，与父亲同名，母亲叫玛丽·安·波斯比谢尔（Mary Ann Bosbyshell），惠特尼（Whitney）是母亲的娘家姓。小奥利弗的父母都来自费城老家族，两人暂时住在维克斯堡。老奥利弗从事承包业务，但他的仓库毁于一场火灾，本人也在救火后患上支气管炎；之后他出海旅行，希望借此改善身体状况，但不久后便在费城辞世。小奥利弗在父亲去世8周后出生，然后随母亲前往宾夕法尼亚州，住进外公位于斯古吉尔县的宅邸。小奥利弗在这里长大，就读当地公立学校。到15岁时，他离开学校成为电报员，并且之后3年里还在电报通讯领域做过各种各样的工作。此后，小奥利弗决心从事法律事业，他先是向律师弗朗西斯·哈格比（Francis W. Hugbee）求教，然后又跟随舅舅威廉·惠特尼（William Whitney）学习，两位前辈都住在斯古吉尔县县城波茨维尔（Pottsville）。1861年内战爆发时，小奥利弗还在学习法律。
1861年4月5日，总统亚伯拉罕·林肯召集5万志愿兵投入捍卫联邦的战斗。次日，波斯比谢尔加入当地民兵连队“华盛顿炮兵”（Washington Artillerists），并迅速向首都哥伦比亚特区前进。连队于4月17日从马里兰州巴尔的摩的街道上经过，遇到一群支持南方邦联、对他们充满敌意的群众。根据多份来源记载，波斯比谢尔被这些人投出的物体（有可能是石头，也可能是砖块）打中前额，虽然没有流血，但还是打出很大一块淤青，一会儿回不过神来。这样，波斯比谢尔很可能是内战期间首位遭敌对势力所伤的联邦军人。几分钟后，一名非裔军人也被硬物打中而且还流了血，成为首位为联邦挂彩的军人。不过，巴尔的摩暴动的正式纪录中并没有把波斯比谢尔列入伤亡人士名单。
到达哥伦比亚特区后，连队驻扎在国会大厦参议院议事厅的女士走廊。这个连队共有350人，于4月18日到达首都，之后以“第一卫士”（First Defenders）之名为人所知，幸存者还在战争结束后组成同名协会。连队驻扎国会大厦期间得到总统林肯、国务卿威廉·H·苏厄德和战争部长西蒙·卡梅伦（Simon Cameron）接见。波斯比谢尔回忆起林肯时表示：“是的，那场战争所有的伟大核心人物齐聚一堂。他的面貌慈和，手脚却仿佛不知该往哪里放，我深切地记得，他在共和国的首批军人面前明显有些腼腆，他始终是那么严肃认真，而不是在表达一种恣态。”
华盛顿炮兵重新编队成宾夕法尼亚第25志愿兵团连，然后沿波托马克河前往华盛顿堡，在此花了3个月时间加强防御工事。波斯比谢尔本有机会成为正规军中尉，但他只想做志愿兵，因而谢绝了机会。连服役期满后，波斯比谢尔又加入宾夕法尼亚第48志愿兵团连，成为少尉，三年服役时间从1861年10月1日开始。

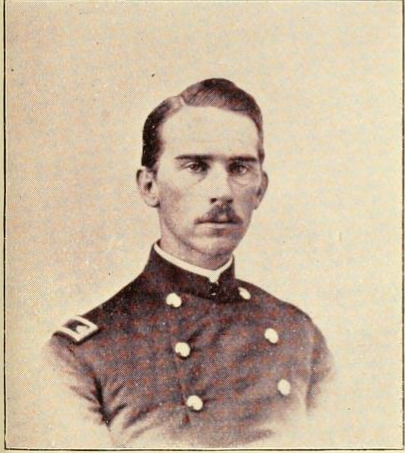
奥利弗·波斯比谢尔少校

加入连后的约一个月时间里，波斯比谢尔在哈里斯堡招兵买马，11月11日，他与所在的团从弗吉尼亚州门罗堡前往北卡罗莱纳州哈特拉斯（Hatteras），在此担任团代理副官和军事法庭军法官。安布罗斯·伯恩赛德（Ambrose Burnside）将军带领第48志愿兵团的6个连对新伯恩发动攻势，虽然这6个连中不包括连，但波斯比谢尔还是参与了这场战斗。1862年4到5月，波斯比谢尔先后晋升中尉和上尉，成为连队指挥官，在第二次马纳沙斯之役、安蒂特姆战役和弗雷德里克斯堡之役带领连冲锋陷阵。弗雷德里克斯堡之役后，他再度成为军法官。1863年初，团向西转移，波斯比谢尔被派驻肯塔基州路易斯维尔担任宪兵司令。留驻路易斯维尔期间，他返回故乡宾夕法尼亚州，与牧师的女儿玛莎·斯坦（Martha Stem）成婚。
1863年9月，第48志愿兵团获命赶赴田纳西州参与北军行动，波斯比谢尔成为第48团所在的第9军第1旅代理助理副官长。他投身坎贝尔站之役和布鲁斯普林斯之役，还参与了诺克斯维尔围城战。1864年，他返回宾夕法尼亚州为部队招募军人。返回第1旅后，他又在莽原之役中统领非裔美军将士。
1864年7月10日，波斯比谢尔晋升少校并受命执掌第48团，在第1旅的职务暂时保留。这时北军正在邦联首都弗吉尼亚州里士满以南的彼得斯堡遭到围困。第48团代理司令官亨利·普莱曾茨（Henry Pleasants）中校入伍前曾是采矿工程师，他打算挖地道到达邦联军队战线下，然后引爆巨型炸弹。经过数周的准备，这枚炸弹于7月30日引爆，在邦联战线地表炸出一个巨大的坑洞。邦联军队起初大吃一惊，但由于北军作战表现拙劣，南军很快就击退了联邦军队试图突破战线的攻势。波斯比谢尔引领非裔美军将士投入弹坑战役，部队有超过400人非死即伤。普莱曾茨晋升为罗伯特·布朗·波特（Robert B. Potter）将军的随从，波斯比谢尔于1864年8月2日接掌第48团。
波斯比谢尔率军参加格罗布塔文之战和皮布尔斯农场之战。1864年9月，他申请返回宾夕法尼亚州处理私人事务。上级没有接受这一请求，但波斯比谢尔的3年服役期限已过，于是他在1864年10月1日离开了部队。

## 返回宾夕法尼亚州

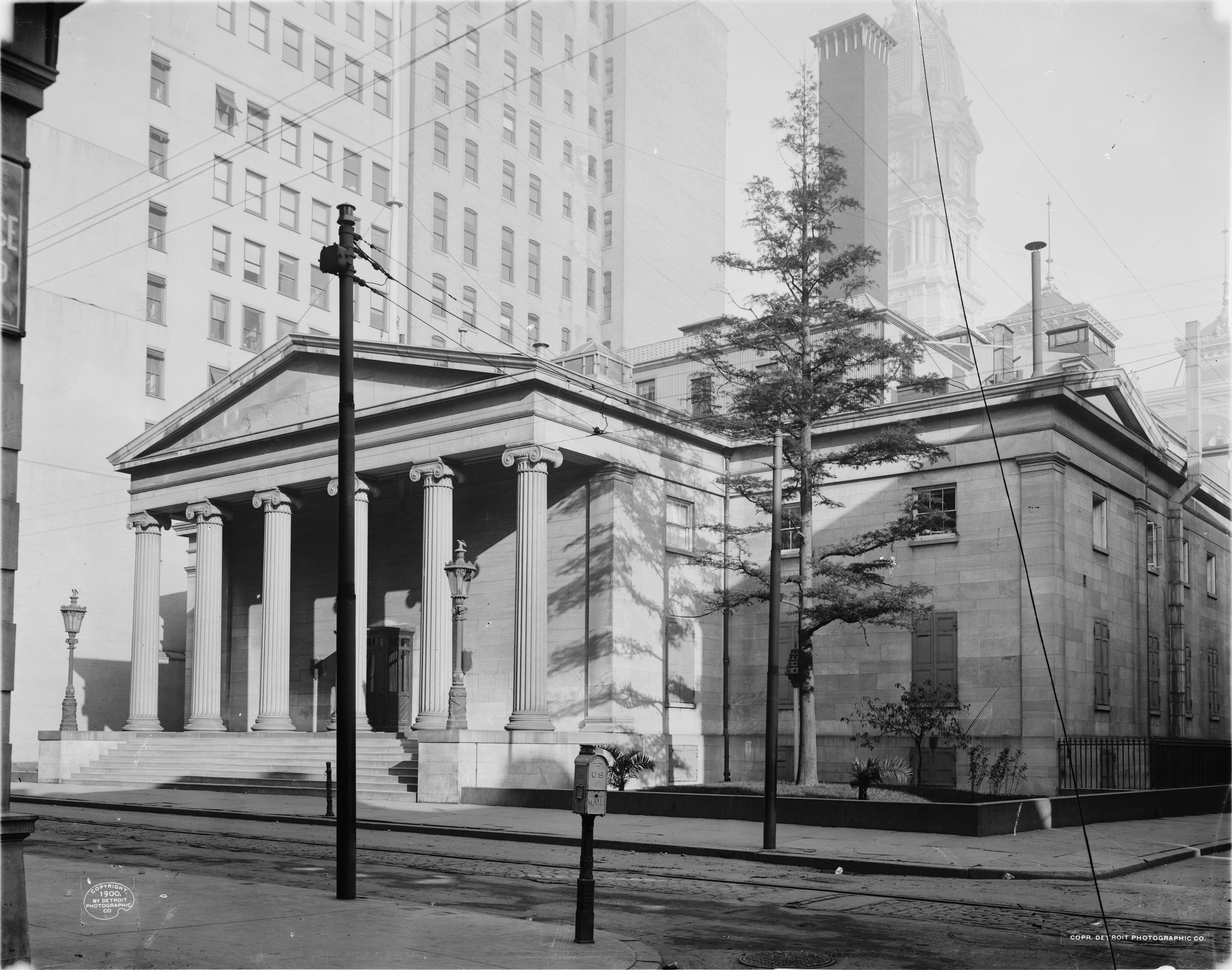
费城第二造币厂（1833至1901年）

返回波茨维尔后，波斯比谢尔先是在银行工作，之后又从事书和文具贸易，但每一次都只换来“灾难性”的结局。1866年，他以共和党人身份竞选斯古吉尔县法院首席书记员，但最终未能当选。
内战结束后不久，联邦退伍军人组织共和国大军成立。曾有人在波斯比谢尔竞选首席书记员期间请他考虑组建该组织驻斯古吉尔县分部，但波斯比谢尔因为要参加竞选而谢绝了建议。次年，他加入共和国大军，并在波茨维尔组建第24局。此后不久，他成为共和国大军斯古吉尔县分区司令，再于1869年成为共和国大军宾夕法尼亚分部司令。
1869年，波斯比谢尔获得费城铸币局聘请并迁居该市。首席铸币员阿奇博尔德·劳登·斯诺登对波斯比谢尔的表现非常满意，于1872年提升他担任助理铸币员。1876年，斯诺登离开铸币局出任费城邮政署长，总统尤利西斯·辛普森·格兰特提拔波斯比谢尔继任首席铸币员一职。格兰特于1876年12月14日提名波斯比谢尔，联邦参议院于12月26日确认提名。据钱币历史学家昆汀·戴维·鲍尔斯（Q. David Bowers）记载，波斯比谢尔担任首席铸币员期间利用铸局厂设施和过期模具制作出罕见的3美元金币，其中包括1873、1875和1876年3种版本。波斯比谢尔任职期间，各种图案硬币、再发行币，以及使用不同金属铸造的同形币流入人脉广泛的收藏家和交易商手中，波斯比谢尔本人离职后不久也售出了这些种类硬币的大量私人收藏。
波斯比谢尔的首席铸币员任期至1885年初为止，随着格罗弗·克利夫兰第一个总统任期的临近，民主党人逐渐占据铸币局的各个职位，但身为共和党人的波斯比谢尔还是在民主党主导的费城市政管理部门谋得审计长首席书记员的职务，因为他与审计长罗伯特·德克特（Robert Dechert）私交甚佳。
波斯比谢尔一直参与着共和国大军活动，1876年，他成为委员会主席，负责安排共和国大军在费城举行的第10届全国扎营活动。1879年，他获选担任共和国大军驻费城第2站的司令员。他还加入了宾夕法尼亚国民警卫队第2团，于1878年成为少校，1880年晋升中校。

## 铸币局局长（1889至1894年）

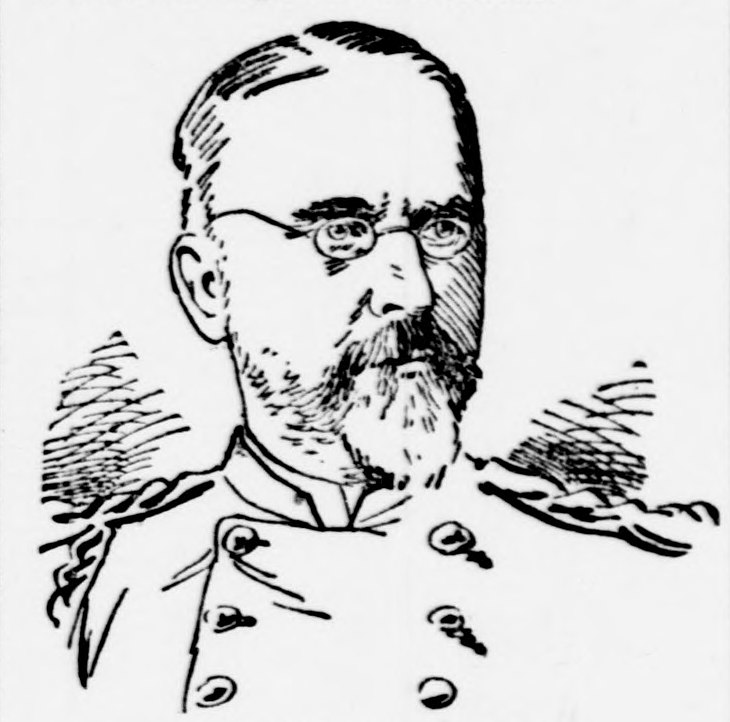
这幅1893年的木刻描绘的是身穿国民警卫队制服的波斯比谢尔

1889年10月17日，总统本杰明·哈里森委任波斯比谢尔出任费城铸币局局长。由于恰逢联邦参议院休会，波斯比谢尔因此得到休会任命，于同年11月1日宣誓就职。上任第一天，他收到了一束鲜花和大堆求职者的邮件。他对从此需要负责的铸币厂资产写出收据，同时也没有在前任局长的账目中发现任何问题。1889年12月16日，联邦参议院进入议程，哈里森正式提名波斯比谢尔。次日，佛蒙特州联邦参议员贾斯汀·摩利尔代表审核提名的参议院财政委员会向参议院建议确认提名，联邦参议院于12月19日正式确认提名。
1890年，波斯比谢尔在基斯通国民银行存入4200美元联邦经费，但该行很快就破产了。年薪4500美元的波斯比谢尔需要偿还这笔款项，他通过分期支付，于1894年还清4200美元。1890年8月，波斯比谢尔成为所在国民警卫队兵团的上校，由于一些同僚军官对波斯比谢尔感到反感，因此投票结果非常接近。1892年7月，阿利根尼县的霍姆斯特德（Homestead）因罢工引发严重暴力事件，州长罗伯特·帕蒂森（Robert E. Pattison）下令民兵前去平息动乱、恢复秩序。波斯比谢尔带团前往霍姆斯特德，但没有遇到罢工人士的抵抗。1893年8月，波斯比谢尔从部队辞职。

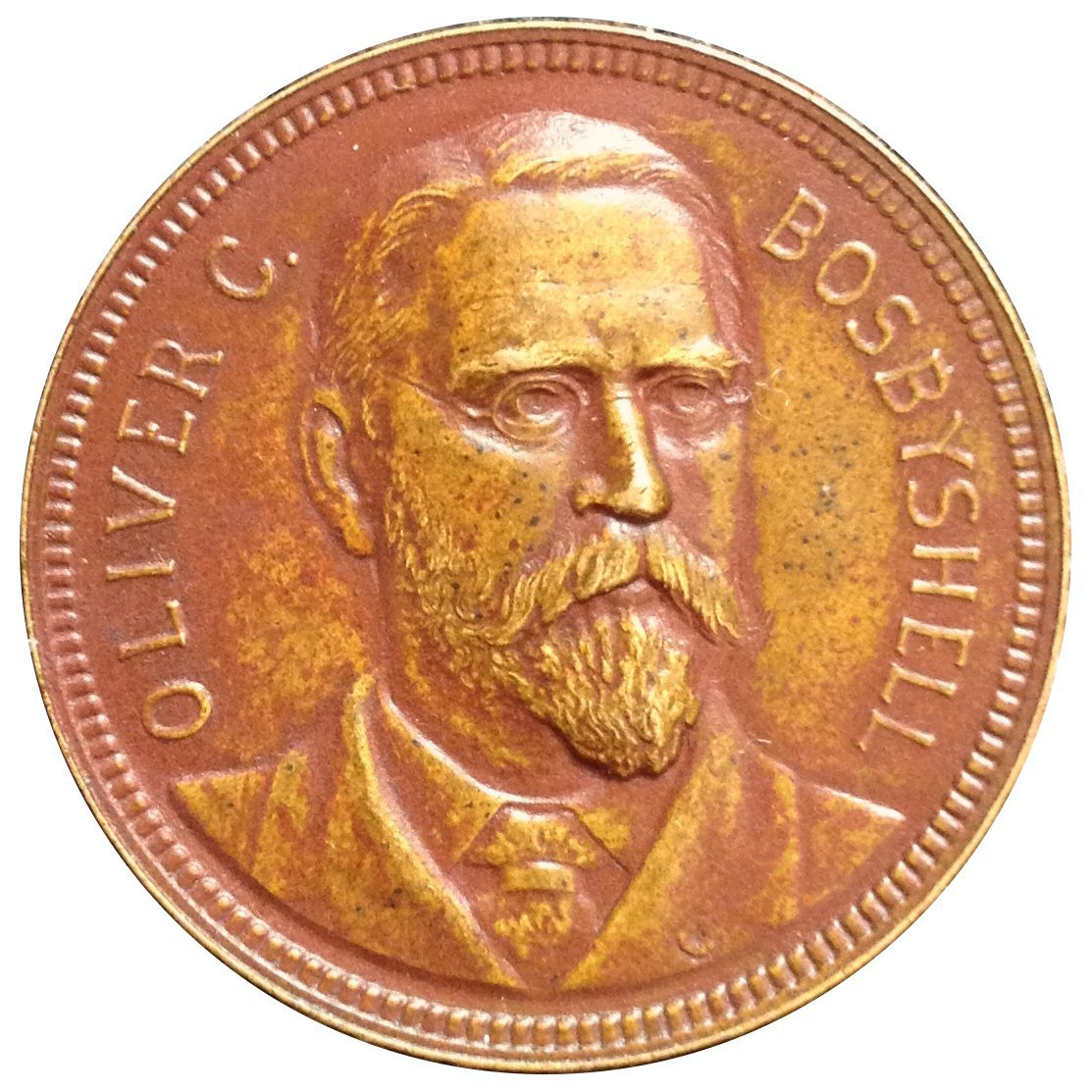
助理雕刻师乔治·T·摩根设计的这枚奖章就是以波斯比谢尔为主题

联邦政府曾规定，白银和黄金都是拥有法定支付能力的货币，但联邦国会于1873年立法废除了这一规定，引发19世纪末美国最重大的政治争议。许多人呼吁恢复1873年以前的规定，这意味着政府要先收回所有的白银，然后铸成银币再发回市场流通。1891年1月3日，两名“自由铸造银币”运动的支持者将大块银锭带到费城铸币局，要求将这些制成银币，遭称重职员拒绝后，这些人要求面见波斯比谢尔，后者接见了两人，但没有同意他们的要求。不过，他还是应两人的要求写下信函，表示法律禁止铸币厂将公众提供的白银铸制成币。
波斯比谢尔担任铸币局局长期间，该局设计了多种新硬币，其中包括巴伯造币、哥伦布半美元和伊莎贝拉25美分硬币。他参与了1893年发行的25美分硬币设计讨论，并给起初获聘设计硬币的卡罗琳·佩德尔（Caroline Peddle）去信，请她不要给硬币上伊莎贝拉女王的头像绘上王冠，但佩德尔不久后就退出了这个项目。
1892年11月，克利夫兰赢得选举，成为美国历史上首位两任总统、并且任期没有连续的政治家。随着民主党人再度掌权，美国铸币局新任局长罗伯特·普雷斯顿（Robert Preston）下令波斯比谢尔卷铺盖走人，职务由尤金·汤森博士继任。这样的职务交接需要对全局的所有硬币（包括美分币和镍币）进行清点。波斯比谢尔与几位职务担保人协商后拒绝了普雷斯顿的要求，决定在清点工作完成后再辞职（预期清点工作需要3个月的时间），然而，他最终还是在1894年3月31日遵照指示离职。

## 晚年、兴趣及辞世
1893年2月，波斯比谢尔当选富达国民人寿保险公司副总裁，同年12月，他又成为该公司司库，并且直到1908年仍然担任这一职务。1898年，总统威廉·麦金莱委任他担任美国化验委员会委员。

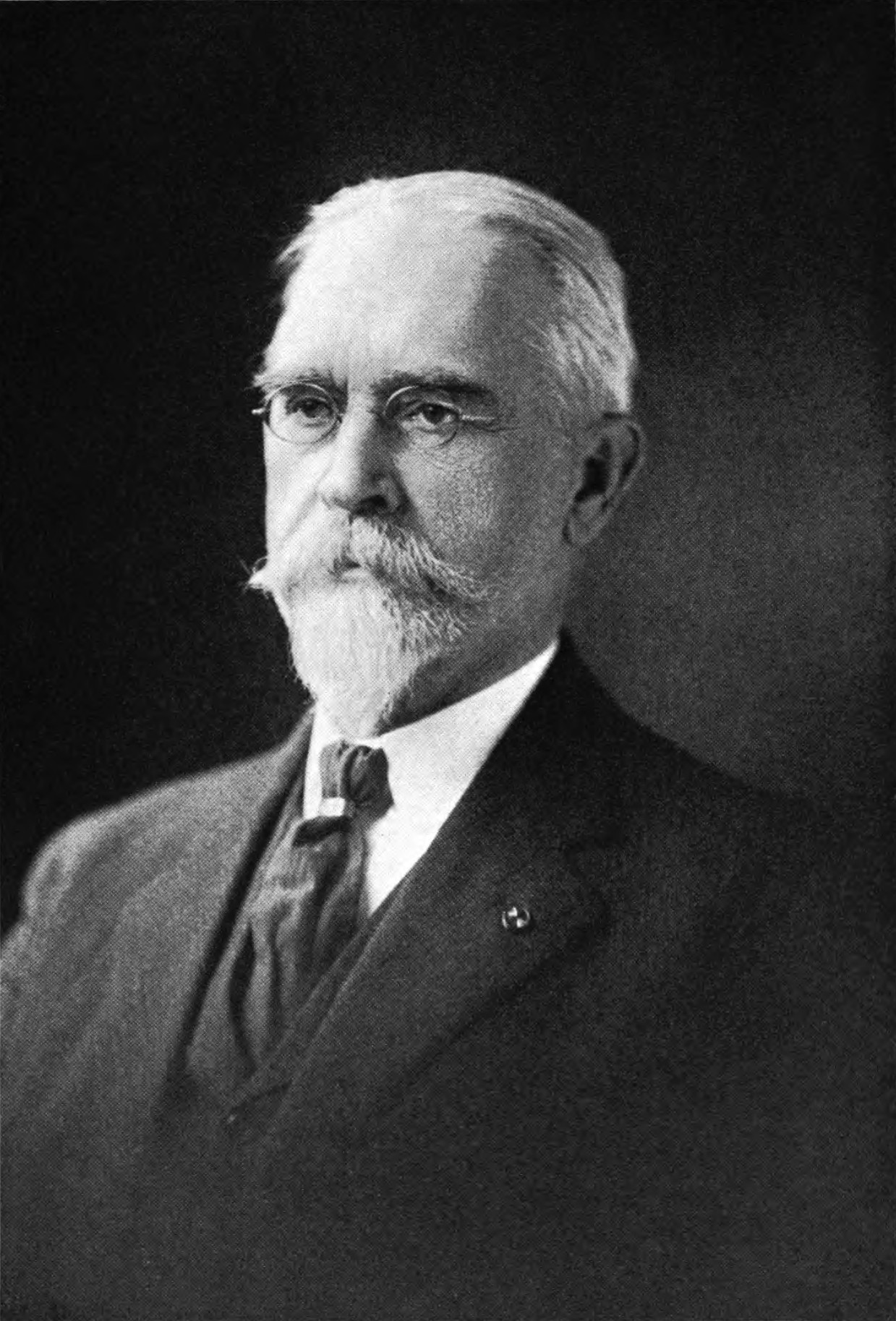
波斯比谢尔的晚年形象

1893年9月，费城铸币局的一起重大盗窃事件东窗事发。身为称重职员的亨利·科克伦（Henry Cochran）曾暗中从一个1887年密封的保险库盗取金条，保险库的门上有一个格子略有松动。接任丹尼尔·福克斯（Daniel Fox）的费城铸币局局长一职时，波斯比谢尔没有要求对这些黄金称重。一直到1893年这些黄金重新出库铸币时，铸币局才发现黄金缺斤少两。案件破获后虽然寻回了一些黄金，但短少的重量价格仍达1万2810美元零82美分，政府于1894年起诉早已离任的波斯比谢尔，法庭判决他和职务担保人共同赔偿这笔损失。波斯比谢尔向联邦第三巡回上诉法院上诉，但仍然败诉。宾夕法尼亚东部联邦地区法院裁决波斯比谢尔无须对733枚失窃银币负责，所以他需要赔偿的只有失窃的黄金。波斯比谢尔请求联邦最高法院审查案件，还试图通过立法途径获得免责。1899年2月2日，联邦国会通过法案免除波斯比谢尔的债务，案件因此不再具备可司法性。
1898年美西战争爆发后，波斯比谢尔组建宾夕法尼亚国民警卫队第19团执行本土防御任务，他还是该团的上校，从1898年8月任职至1899年11月。
除共和国大军外，波斯比谢尔还积极参与多种活动和组织。作为圣公会教徒，他是费城救世主教堂的教区委员，多年来不但是唱诗班指挥，还亲自参与主日学活动，经常是活动的督导人。他将自己的从军经历写成《战争中的第48团》，该书于1895年出版。波斯比谢尔参加了多个退伍军人协会组织，还曾出任梅森洛基大学校董会主席。他还对系谱学产生兴趣，于1910年左右出版了《1782至1910年克里斯蒂安和伊丽莎白（·奥利弗）·波斯比谢尔的后裔》（Descendants of Christian and Elizabeth (Oliver) Bosbyshell 1782–1910）。
1921年8月1日，奥利弗·克里斯蒂安·波斯比谢尔在出现中风后辞世，享年82岁，身后留有儿子奥利弗和多个孙辈。他的夫人玛莎于1914年去世，两人共有4个儿子，其中长子内森（Nathan）于1888年在洛杉矶去世，年仅23岁。波斯比谢尔的遗骨下葬在宾夕法尼亚州蒙哥马利县巴拉辛瓦伊德的西劳雷尔山公墓。

### 引用
1. 1 2 3  Encyclopedia of Pennsylvania Biography，第29頁.
2. 1 2 3 4 5 6 7 8  Who's Who，第85頁.
3. ↑  Bosbyshell Descendants，第3頁.
4. ↑  Evans，第110–111頁.
5. 1 2 3 4 5  Smith Biographies，第31頁.
6. ↑  Lockwood & Lockwood，第103頁.
7. ↑  Encyclopedia of Pennsylvania Biography，第29–30頁.
8. ↑  Evans，第111–112頁.
9. ↑  Encyclopedia of Pennsylvania Biography，第30–31頁.
10. 1 2 3 4  Encyclopedia of Pennsylvania Biography，第30頁.
11. ↑  Bosbyshell 48th，第63–78頁.
12. ↑  Evans，第113–114頁.
13. ↑  Evans，第111, 113頁.
14. ↑  Senate journal vol. xx，第335, 344頁.
15. ↑  Bowers，第92頁.
16. ↑  Evans，第114, 116頁.
17. 1 2  Senate journal vol. xxvii，第111頁.
18. ↑  Philadelphia Record & 1889-11-02.
19. ↑  Senate journal vol. xxvii，第197頁.
20. ↑  Senate journal vol. xxvii，第279–281頁.
21. ↑  NY Times & 1894-06-26.
22. ↑  Philadelphia Record & 1890-08-09.
23. ↑  Daily World & 1892-07-12.
24. ↑  Coin World Almanac，第456頁.
25. ↑  Jones，第7頁.
26. ↑  NY Times & 1891-01-03.
27. ↑  Moran，第93頁.
28. 1 2  Bosbyshell v. United States，第581–586頁.
29. ↑  NY Times & 1894-03-21.
30. ↑  NY Times & 1894-03-25.
31. ↑  NY Times & 1894-03-28.
32. ↑  NY Times & 1893-09-17.
33. ↑  House Documents，第6–7頁.
34. ↑  Encyclopedia of Pennsylvania Biography，第31頁.
35. ↑  Smith November 1993，第1556頁.
36. ↑  Reading Eagle & 1921-08-02.
37. ↑  Bosbyshell Descendants，第22頁.
38. ↑  Smith November 1993，第1555頁.